# Romano Orzari
Romano Luccio Orzari (Montréal, 12 dicembre 1964) è un attore e produttore cinematografico canadese di origini italiane.

## Biografia
Nato in Canada, nel Quebec da padre italiano recita come attore in vari show televisivi e telefilm come Bugs, Mutant X, Durham County. Recita anche in vari film come The Last Hit Man, One Way Out e Punisher: War Zone, nel ruolo di Nicky Donatelli. Nel 2004 diventa anche produttore, coproducendo ed interpretando il film indipendente The Overlookers, che vince il Best Feature Film al Canadian Filmmakers' Festival e il Feature Film Award al New York International Independent Film & Video Festival.
Nel 2009 presta il volto e la voce al personaggio di Giovanni Auditore da Firenze per il videogioco Assassin's Creed II, prodotto da Ubisoft. Interpreta poi lo stesso personaggio, questa volta in carne ed ossa, nei tre cortometraggi tratti dal videogioco denominati Assassin's Creed: Lineage.

## Filmografia

### Attore

#### Cinema
- The impostor (1985)
- Ordinary Angels (1986)
- Even Great Man (1987)
- Nosferatu (1990)
- Fratelli e sorelle, regia di Pupi Avati (1991)
- Bix, regia di Pupi Avati (1991)
- Lowball (1994)
- Echo Off (1994)
- Lowball (1996)
- Vertical City (1996)
- 2 Mayhem 3 (1996)
- Burnt Eden (1997)
- Desert Son (1999)
- Bonanno - La storia di un padrino (Bonanno - A Godfather's Story), regia di Michael Poulette (1999)
- Bone (2000/I)
- Wilder (2000)
- The List (2000)
- One Way Out (2002)
- Des chiens dans la neige (2002)
- The Overlookers (2004)
- Eternal (2004)
- Pure, regia di Jim Donovan (2005)
- The Last Hit Man (2008)
- Punisher - Zona di guerra (2008)
- Mères et filles (2009)
- 3 saisons (2009)
- False Creek Stories (2010)
- Immortals (2011)
- The Colony, regia di Jeff Renfroe (2013)
- Kin, regia di Jonathan e Josh Baker (2018)

#### Televisione
- Ghost Stories (1 episodio, 1997)
- Omertà - Le dernier des hommes d'honneur (1999)
- Misguided Angels (1 episodio, 1999)
- Bonanno: A Godfather's Story (1999)
- Level 9 – serie TV, 1 episodio (2000)
- Stiletto Dance (2001)
- Dice (2001)
- Silent Night (2002)
- E.D.N.Y. (2003)
- Mutant X – serie TV, 1 episodio (2003)
- Bugs, regia di Joseph Conti – film TV (2003)
- Petits mythes urbains – serie TV, 1 episodio (2003)
- Il duce canadese (2004)
- Baby for Sale (2004)
- Un homme mort (2006)
- Banshee (2006)
- Out of Control (2009)
- Durham County (6 episodi, 2009)
- Bad Blood (2017-2018)

#### Videogiochi
- Assassin's Creed II (voce, 2009) (videogame)
- Assassin's Creed: Lineage (3 episodi, 2009) (pubblicati solo su internet e DVD)

### Produttore
- The Overlookers (2004)